# Камерленго Коллегии кардиналов
Камерленго Священной Коллегии кардиналов — упразднённая должность в Священной коллегии кардиналов Римской-католической Церкви, который был казначеем данного органа.

## История
Считается, что пост был создан папой римским Евгением III в 1150 году, но нет никаких документальных доказательств, чтобы подтвердить своё существование до понтификата папы Иннокентия III, или, возможно, ещё до 1272 года.
Считается, что Евгений III создал должность камерленго Священной Коллегии Кардиналов в то же время, когда он постановил, что епископ Остии будет деканом Коллегии. Камерленго управлял всей собственностью, сборами, средствами и доходами принадлежащими Коллегии Кардиналов, он служил заупокойную мессу по умершим кардиналам и ему был поручен реестр Acta Consistoralia.
Данный пост не следует путать с постом Камерленго Святой Римской Церкви. С созданием этих двух должностных лиц, Священная Коллегия Кардиналов была организована. Кодекс канонического права 1983 года устранил термин «Священный» с официального названия Коллегии кардиналов, а также всех дикастерий Римской Курии. Эта должность была упразднена после 1995 года.
Как правило избирался на один календарный год, с правом продления полномочий.

## Список Камерленго Священной Коллегии Кардиналов с 1198 года

### С 1198 по 1401 годы
- Ченчо Савелли (1198—1216);

...
- Гийом де Бре (засвидетельствован только один раз, в 1272 году);

...
- Пьетро Перегроссо (1288?—1295);
- Юг Эслен де Бийом, O.P. (1295—1297);
- Робер де Понтиньи, O.Cist. (1298—1305);
- Жан Лемуан (1305—1310, в отставке);
- Этьенн де Сьюзи (1310—1311);
- Николя Канье де Фреовилль, O.P. (1312—1313, в отставке);
- Беренже де Фредоль младший (1313—1323);
- Гийом Тесте (1323—1326);
- Пьер д’Арраблуа (1326—1331);
- Педро Гомес Барросо старший (1331—1340, в отставке);
- Эмбер Дюпюи (1340—1348);
- Гийом Кур, O.Cist. (1348—1361);
- Юг Роже, O.S.B. (1361—1363);
- Гийом д’Эгрефой старший (1363—1369);
- Гийом д’Эгрефой младший, O.S.B.Clun. (с 1369 года, после низвержения Урбана VI в 1378 году, сохранил свой пост в послушании Авиньона до своей смерти в 1401 году).

### Великий западный раскол

#### Римское послушание
- Никколо Караччоло Москино, O.P. (1378—1386, в отставке);
- Франческо Ренцио (1386—1390);
- Энрико Минутоли (1390—1412, присоединился к Пизанском послушанию в 1409 году. Подтвержден как камерленго Священной Коллегии кардиналов антипапой Александром V, но ему пришлось разделить этот пост с псевдокардиналом Амедео ди Салуццо). После 1409 года никакой камерленго Священной Коллегии кардиналов не засвидетельствован в послушании Папы Григория XII.

#### Авиньонское послушание
- Гийом д’Эгрефой младший, O.S.B.Clun. (1378—1401);
- Мартин де Сальба (1401—1403);
- Амедео ди Салуццо (1403—1419, низложен в 1408 году за то, что присоединился к Пизанском послушанию, но вновь назначен антипапой Александром V в 1409 году, а затем подтверждён Папой Мартином V. В 1409—1412 годах разделял пост с Энрико Минутоли). После 1408 года никакой камерленго Священной Коллегии кардиналов не засвидетельствован в послушании антипапы Бенедикта XIII.

### С 1417 по 1500 годы

#### После Констанцского собора
- Амедео ди Салуццо (до 1419);
- Франческо Ландо (1419—1427);
- Антонио Панчиера (1428—1431, в отставке);
- Лючидо Конти (1431—1437);
- Анджелотто Фоско (1437—1438);
- Доменико Капраника (1438—1439);
- Просперо Колонна (1439—1440);
- Гийом де Эстутевилль, O.S.B.Clun. (1440—1441);
- Виссарион Никейский (1441—1442);
- Никколо д’Аччапаччо (1442—1443);
- Джованни Берарди (1443—1444);
- Альберто Альберти (1444—1445);
- Пьетро Барбо (13 августа 1445 — 7 октября 1446);
- Хуан де Торквемада, O.P. (1446—1447);
- Джорджо Фиески (1447—1448);
- Доменико Капраника (1448—1449);
- Асторджо Аньези (1449—1450);
- Исидор Киевский (1450—1451);
- Латино Орсини (1451—1452);
- Гийом д’Эстен, O.S.B. (1452—1453);
- Ален де Куэтиви (1453—1454);
- Филиппо Каландрини (1454—1456);
- Антонио Серда-и-Льоскос, O.SS.T. (1456—1457);
- Энеа Сильвио Пикколомини (26 января 1457 — 1 января 1458);
- Джакомо Тебальди (1458—1459);
- Хуан де Мелья (1459—1460);
- Пьетро Барбо (1460—1461);
- Алессандро Олива, O.E.S.A. (1461—1462);
- Никколо Фортигуэрра (1462);
- Джакомо Амманнати-Пикколомини (1462);
- Николай Кузанский (1463—1464);
- Якопо Пикколомини-Амманнати (1464—1465);
- Луи д’Альбре (1465);
- Гийом де Эстутевилль, O.S.B.Clun. (1465);
- Берардо Эроли (1466—1467);
- Виссарион Никейский (1467—1468);
- Гийом де Эстутевилль, O.S.B.Clun. (1468—1469);
- Хуан де Карвахаль (1469—1470);
- Латино Орсини (1470—1471);
- Филиппо Каландрини (1471—1472);
- Родриго Борха-и-Борха (8 января — 15 мая 1472);
- Гийом де Эстутевилль, O.S.B.Clun. (15 мая 1472 — 15 мая 1473);
- Берардо Эроли (1474—1475);
- Бартоломео Роверелла (12 января — 2 мая 1476);
- Якопо Пикколомини-Амманнати (1476—1477);
- Оливьеро Карафа (1477—1478);
- Марко Барбо (1478—1479);
- Джулиано делла Ровере (1479—1480);
- Джованни Баттиста Дзено (1480—1481);
- Стефано Нардини (1481—1482);
- Аусиас Деспуг (1482—1483);
- Джованни Арчимбольди (1483—1484);
- Джованни Баттиста Чибо — (1484);[1]
- Джованни Мишель (1484—1486);
- Жорже да Кошта (1486—1487);
- 1487—1491 — информация отсутствует;
- Лоренцо Чибо де Мари (1492—1493);
- Антонио Джентиле Паллавичини (1493—1494);
- 1494 — информация отсутствует;
- Джованни Баттиста Орсини (1495—1496)
- 1496—1497 — информация отсутствует;
- Бернардино Лопес де Карвахаль (1498—1499);
- Бартоломе Марти (1499—1500).

### С 1501 по 1600 годы
- 1500 — информация отсутствует;
- Хуан Лопес (1501—1502);
- 1502 — информация отсутствует;
- Франсиско де Борха (1503—1504);
- Хуан де Вера (1504—1505);
- Антонио Тривульцио старший (1505—1506);
- Джованни Стефано Ферреро (1506—1507);
- 1507—1509 — информация отсутствует;
- Франсуа-Гийом де Кастельно де Клермон-Людев (1509—1510);
- 1510—1512 — информация отсутствует;
- Робер Гибе (1512);
- Леонардо Гроссо делла Ровере (1512—1513);
- Робер Гибе (1513—1514);
- 1514—1516 — информация отсутствует;
- Антонио Мария Чокки дель Монте (1516—1517);
- Акилле Грасси (1517—1518);
- Лоренцо Пуччи (1518—1519);
- Джулио Медичи (10 января 1519 — 11 января 1520);
- Франческо Конти (1520—1521);
- Джованни Пикколомини (1521—1523);
- Джованни Доменико Де Купис (1523—1524);
- Андреа Делла Валле (1524—1526);
- Скарамучча Тривульцио (1526—1527);
- Доменико Джакобоцци (1527—1528);
- 1528—1529 — информация отсутствует;
- Виллем ван Энкенворт (1529—1530);
- Антонио Сансеверино, O.S.Io.Hieros (1530—1531);
- Бенедетто Аккольти (1531—1532);
- Агостино Спинола (1532—1533);
- Джанвинченцо Карафа (1533—1534);
- Андреа Маттео Пальмьери (1534—1535);
- Франсиско де Лос Анхелес Киньонес, O.F.M. (1535—1536);
- Франческо Корнаро старший (1536—1537);
- Лоренцо Пуччи (1537—1538);
- Джироламо Гинуччи (1538—1539);
- Джакомо Симонета (1539—1540);
- Гаспаро Контарини (1540—1541);
- Джанпьетро Караффа (10 января 1541 — 9 января 1542);
- Родольфо Пио ди Карпи (1542);
- Пьетро Бембо, O.S.Io.Hieros. (1542-1543);
- Хуан Альварес-и-Альва де Толедо, O.P. (1543—1544);
- Пьерпаоло Паризио (1544—1545);
- Марчелло Червини (1545);
- Уберто Гамбара (1545—1546);
- Асканио Паризани (1546—1547);
- Бартоломео Гвидиччони (1547—1548);
- Мигел да Силва (1548—1549);
- Джованни Джироламо Мороне (1549—1551);
- Марчелло Крешенци (1551—1552);
- Франсиско де Мендоса де Бобадилья (1552—1553);
- Отто Трухсесс фон Вальдбург (1553—1554);
- Бартоломео де ла Куэва-и-Толедо (1554—1555);
- Федерико Чези (1555—1556);
- Педро Пачеко де Вильена (1556—1558);
- Джованни Анджело Медичи (14 января 1558 — 27 января 1559);
- Тиберио Криспо (1559—1561);
- Фульвио Джулио делла Корнья, O.S.Io.Hieros. (1561—1562);
- Джованни Микеле Сарачени (1562—1563);
- Джованни Риччи (1563—1564);
- Джованни Баттиста Чикала (1564—1565);
- Шипионе Ребиба (1565—1567);
- Джанантонио Капицукки (1567—1568);
- Джакомо Савелли (1568—1569);
- Луиджи Корнаро (1569—1570);
- Филибер Бабу де Лабурдезьер (1570);
- Антуан Перрено де Гранвела (10 февраля 1570 — 18 мая 1571);
- Станислав Гозий (18 мая 1571 — январь 1572);
- Франсиско Пачеко де Толедо (1572—1574);
- Джанфранческо Гамбара (1574—1575);
- Карло Борромео (1575—1576);
- Альфонсо Джезуальдо (1576—1577);
- Никколо Каэтани (1577—1578);
- Иннико д’Авалос д’Арагона, O.S. Iacobis (1578—1579);
- Маркантонио Колонна (1579—1580);
- Толомео Галльо (1580—1581);
- Просперо Сантакроче (1581—1582);
- Дзаккария Дельфино (1582—1583);
- Джованни Франческо Коммендони (10 января 1583 — 16 января 1584);
- Гульельмо Сирлето (1584—1585);
- Микеле Бонелли, O.P. (1585—1587);
- Людовико Мадруццо (1587—1588);
- Никола де Пеллеве (1588—1589);
- Джулио Антонио Санторио (1589—1590);
- Джироламо Рустикуччи (1590—1593);
- 1593—1594 — информация отсутствует;
- Джованни Эванджелиста Паллотта (1595—1596);
- Агостино Вальер (1596—1597);
- 1597—1598 — информация отсутствует;
- Доменико Пинелли старший (1599—1600).

### С 1601 по 1700 годы
- 1601—1604 — информация отсутствует;
- Грегорио Петроккини, O.E.S.A. (1605—1607);
- Паоло Эмилио Сфондрати (1607—1608);
- Оттавио Паравичини (1608—1609);
- Оттавио Аквавива д’Арагона старший (1609—1610);
- Фламинио Пьятти (1610—1611);
- Пьетро Альдобрандини (1611—1612);
- Оттавио Бандини (1612—1613);
- Бартоломео Чези (1613—1614);
- Франческо Мантика (1614);
- Бонифацио Бевилакква (1614—1616);
- Доменико Тоши (1616—1617);
- Роберто Беллармин, S.J. (1617—1618);
- Доменико Джиннази (1618—1619);
- Джованни Дольфин (1619—1620);
- Джакомо Саннезио (1620—1621);
- Шипионе Каффарелли-Боргезе (1621—1623);
- Маффео Барберини (9 января — 6 августа 1623, избран папой римским Урбаном VIII 6 августа 1623);
- Джованни Гарциа Миллини (1623—1625);
- Марчелло Ланте (1625—1626);
- Джамбаттиста Лени (1626—1627);
- Гаспар де Борха-и-Веласко (1627—1628);
- Роберто Убальдини (1628—1629);
- Тиберио Мути (1629—1630);
- Джулио Савелли (1630—1631);
- Гвидо Бентивольо (8 января 1631 — 19 января 1632);
- Антонио Барберини, O.F.M.Cap. (1632);
- Дезидерио Скальа, O.P. (1632—1633);
- Агостино Спинола (1633—1634);
- Козимо де Торрес (1634—1635);
- Алонсо де ла Куэва Бедмар (8 января 1635 — 7 января 1636);
- Антонио Барберини, O.F.M.Cap. (1636—1637);
- Луиджи Каэтани (1637—1638);
- Бернардино Спада (15 января 1638 — 10 января 1639);
- Берлингерио Джесси (1639);
- Федерико Корнер младший (1639—1641);
- Джулио Чезаре Саккетти (1641—1642);
- Джованни Доменико Спинола (1642—1643);
- Джамбаттиста Памфили (12 января 1643 — 14 марта 1644);
- Хиль Карильо де Альборнос (1644—1646);
- Чириако Роччи (1646—1647);
- Джованни Баттиста Мария Паллотта (1647—1648);
- Ульдерико Карпенья (1648—1649);
- Маркантонио Франчотти (1649—1650);
- Маркантонио Брагадин (1650—1651);
- Пьердонато Чези младший (1651—1652);
- Винченцо Макулани, O.P. (1652—1653);
- Карло Россетти (1654—1656);
- Франческо Анджело Рапаччоли (1656—1657);
- Хуан де Луго-и-де-Кирога, S.J. (1657—1658);
- Никколо Альбергати Людовизи (1658—1659);
- Федерико Сфорца (1659—1660);
- Бенедетто Одескальки (12 января 1660 — 24 января 1661);
- Камилло Асталли-Памфили (1661—1662);
- Луиджи Омодеи старший (1662—1663);
- Джакомо Корради (1663—1664);
- Джиберто Борромео (1664—1665);
- Марчелло Сантакроче (1665—1666);
- Джамбаттиста Спада (1666—1668);
- Франческо Альбицци (1668—1669);
- Оттавио Аквавива д’Арагона младший (1669—1671);
- Карло Пио ди Савойя младший (1671—1672);
- Карло Гуалтерио (1672—1673);
- Флавио Киджи (16 января 1673 — 15 января 1674);
- Джакомо Францони (15 января 1674 — 28 января 1675);
- Пьетро Видони старший (28 января 1675 — 24 февраля 1676);
- Карло Карафа делла Спина (1676—1678);
- Палуццо Палуцци Альтьери дельи Альбертони (1678—1679);
- Джакомо Филиппо Нини (1679—1680);
- Джакомо Роспильози (1680—1681);
- Гаспаре Карпенья (1681—1682);
- Сезар д’Эстре (1682—1683);
- Федерико Бальдески Колонна (1683—1684);
- Франческо Нерли (10 января 1684 — 15 января 1685);
- Джироламо Гастальди (1685);
- Алессандро Крешенци, C.R.S. (1685—1687);
- Галеаццо Марескотти (3 марта 1687 — 17 мая 1688);
- Фабрицио Спада (17 мая 1688 — 24 января 1689);
- Филипп Томас Говард, O.P. (1689—1691);
- Джамбаттиста Спинола старший (1691—1692);
- Савио Миллини (1692—1693);
- Лоренцо Бранкати, O.F.M. Conv. (1693);
- Пьер Маттео Петруччи (1693—1695);
- Ян Казимир Денгоф (10 января 1695 — 2 января 1696);
- Леандро Коллоредо, Orat. (1696—1697);
- Доменико Мария Корси (1697);
- 1698—1699 (Имя не приведено в Acta Camerari Sacri Collegii S. R. E. Cardinalium);
- Бандино Панчатики (1699—1700).

### С 1700 по 1800 годы
- Джакомо Кантельмо (1700—1702);
- Туссен де Форбен-Жансон (1702—1703);
- Джамбаттиста Рубини (15 января 1703 — 14 января 1704);
- Томмазо Мария Феррари, O.P. (1704—1705);
- Джузеппе Сакрипанте (1705—1706);
- Фабрицио Паолуччи (25 января 1706 — 21 февраля 1707);
- Андреа Сантакроче (1707—1708);
- Сперелло Сперелли (1708—1709);
- Джованни Мария Габриэлли, O.Cist. (1709—1710);
- Лоренцо Корсини (19 февраля 1710 — 26 января 1711);
- Франческо Аквавива д’Арагона (1711—1712);
- Филиппо Антонио Гуалтерио (1712—1713);
- Джандоменико Параччани (1713—1714);
- Жозеф-Эмманюэль де Ла Тремуй (1714—1715);
- Карло Агостино Фаброни (1715—1716);
- Микеланджело деи Конти (13 января 1716 — 4 января 1717);
- Лодовико Пико делла Мирандола (1717—1718);
- Антонио Феличе Дзондадари (1718—1719);
- Пьер Марчеллино Коррадини (1719—1720);
- Луиджи Приули (1720);
- Джованни Баттиста Толомеи, S.J. (1720—1723);
- Бернардино Скотти (1723—1724);
- Никола Гаэтано Спинола (1724—1726);
- Джорджо Спинола (20 февраля 1726 — 20 января 1727);
- Корнелио Бентивольо (1727—1728);
- Луис Антонио де Бельюга-и-Монкада, Orat. (1728—1729);
- Михаэль Фридрих фон Альтан (1729—1730);
- Альваро Сьенфуэгос Вилласон, S.J. (1730—1732);
- Джованни Баттиста Альтьери младший (1732—1733);
- Винченцо Петра (1733—1734);
- Никколо Мария Леркари (29 января 1734 — 17 января 1735);
- Винченцо Людовико Готти, O.P. (1735—1736);
- Леандро ди Порца, O.S.B.Cas. (1736—1737);
- Пьетро Луиджи Карафа (11 февраля 1737 — 27 января 1738);
- Франческо Боргезе (1738—1739);
- Винченцо Бики (1739—1741);
- Джузеппе Фиррао (2 января 1741 — 22 января 1742);
- Антонио Саверио Джентили (1742—1743);
- Джованни Антонио Гуаданьи, O.C.D. (1743—1744);
- Трояно Аквавива д’Арагона (1744—1745);
- Доменико Ривьера (1745—1746);
- Джованни Баттиста Спинола (1746—1747);
- Райньеро д’Эльчи (10 апреля 1747 — 29 января 1748);
- Доменико Сильвио Пассионеи (1748—1749);
- Сильвио Валенти Гонзага (20 января 1749 — 19 января 1750);
- Хоакин Фернандес де Портокарреро (1750—1751);
- Камилло Паолуччи (1751—1752);
- Карло Альберто Гвидобоно Кавалькини (1752—1753);
- Федерико Марчелло Ланте Монтефельтро делла Ровере (1753—1754);
- Франческо Ланди (1754—1755);
- Фортунато Тамбурини, O.S.B.Cas. (1755—1756);
- Джироламо Барди (1756—1757);
- Джованни Баттиста Месмер (1757—1758);
- Генрих Бенедикт Стюарт (2 октября 1758 — 28 января 1760);
- Джузеппе Мария Ферони (1760—1761);
- Лука Мелькиоре Темпи (1761—1762);
- Козимо Империали (1762—1763);
- Антонио Андреа Галли, Can.Reg.Lat. (1763—1764);
- Карло Реццонико младший (1764—1765);
- Фердинандо Мария де Росси (1765—1766);
- Джузеппе Мария Кастелли (1766—1767);
- Гаэтано Фантуцци (1767—1768);
- Пьетро Джироламо Гульельми (1768—1770);
- Маркантонио Колонна младший (1770—1771);
- Андреа Корсини (1771—1772);
- Симоне Буонаккорси (1772—1773);
- Джованни Карло Боски (1773—1774);
- Людовико Калини (1774—1776);
- Ладзаро Опицио Паллавичино (29 января 1776 — 17 февраля 1777);
- Пьетро Колонна Памфили (1777—1778);
- Марио Компаньони Марефоски (1778—1779);
- Шипионе Боргезе (1779—1780);
- Антонио Эудженио Висконти (1780—1781);
- Бернардино Жиро (1781—1782);
- Инноченцо Конти (1782—1783);
- Франческо Саверио де Дзелада (17 февраля 1783 — 25 июня 1784);
- Леонардо Антонелли (25 июня 1784 — 1785);
- Джованни Аркинто (1785—1786);
- Гиацинт Сигизмунд Гердил, C.R.S.P. (13 февраля 1786 — 29 января 1787);
- Гульельмо Паллотта (1787—1788);
- Франтишек де Паула Хрзан-з-Харасова (10 марта 1788 — 30 марта 1789);
- Джованни Де Грегорио (1789—1790);
- Франческо Каррара (1790—1791);
- Иньяцио Буска (11 апреля 1791 — 27 февраля 1792);
- Стефано Борджиа (27 февраля 1792 — 17 июня 1793);
- Томмазо Античи (1793—1794);
- Джованни Баттиста Капрара (21 февраля 1794 — 1 июня 1795);
- Антонио Дуньяни (1795—1796);
- Аурелио Роверелла (27 июня 1796 — 24 июля 1797);
- Джулио Мария делла Сомалья (1797—1798);
- Винченцо Мария Альтьери (1798);[2]
- Джулио Мария делла Сомалья (1799—23 февраля 1801).[3]

### С 1801 года по 1900 год
- Диего Иннико Караччоло (23 февраля 1801 — 29 марта 1802);
- Джузеппе Фиррао младший (29 марта 1802 — 1803);
- Фердинандо Мария Салуццо (1803—1804);
- Бартоломео Пакка (1804—1805);
- Джованни Филиппо Галларати Скотти (1805—1806);
- Лоренцо Литта (1806—1807);
- Филиппо Казони (1807—1808);
- Джироламо делла Порта (1808 — март 1809);
- Валентино Мастроцци (март 1809 — 13 мая 1809);
- Антонио Деспуг-и-Дамето (13 мая 1809 — 2 мая 1813);
- Пьерфранческо Галлеффи (26 сентября 1814 — 10 марта 1818);
- Антонио Дориа Памфили (16 марта 1818 — 29 марта 1819);
- Фабрицио Диониджи Руффо (29 марта 1819 — 20 февраля 1820);
- Эрколе Консальви (20 февраля 1820 — 8 января 1821);
- Джузеппе Альбани (8 января 1821 — 19 апреля 1822);
- Франческо Гвидобоно Кавалькини (19 апреля 1822 — 10 марта 1823);
- Джованни Качча Пьятти (10 марта 1823 — 21 марта 1825);
- Пьетро Видони младший (21 марта 1825 — 13 марта 1826);
- Чезаре Гуэррьери Гонзага (13 марта 1826 — 9 апреля 1827);
- Антонио Мария Фрозини (9 апреля 1827 — 28 января 1828);
- Томмазо Риарио Сфорца (28 января 1828 — 15 марта 1830);
- Белизарио Кристальди (1830—1831);
- Хуан Франсиско Марко-и-Каталан (1831—1832);
- Доменико Де Симоне (1832—1833);
- Людовико Гаццоли (1833—1834);
- Марио Маттей (1834—1835);
- Никола Гримальди (1835—1836);
- Алессандро Спада (1836—1837);
- Бартоломео Пакка (19 мая 1837 — 12 февраля 1838);
- Эммануэле де Грегорио (12 февраля 1838 — 18 февраля 1839);
- Джованни Франческо Фальцакаппа (18 февраля 1839 — 27 апреля 1840);
- Карло Педичини (27 апреля 1840 — 1 марта 1841);
- Антонио Доменико Гамберини (1841);
- Алессандро Джустиниани (1842—1843);
- Винченцо Макки (1843—1844);
- Луиджи Ламбрускини , C.R.S.P. (1844—1845);
- Пьетро Остини (1845—1846);
- Каструччо Кастракане дельи Антельминелли (1846—1847);
- Марио Маттей (1848—1850);
- Джакомо Луиджи Бриньоле (1851—1852);
- Константино Патрици Наро (1852—1853);
- Луиджи Амат ди Сан Филиппо и Сорсо (1853—1854);
- Габриэле Ферретти (1854—1855);
- Антонио Мария Каджано де Ацеведо (1855—1856);
- Бенедетто Барберини (1856—1857);
- Уго Пьетро Спинола (1857—1858);
- Габриэле делла Дженга Серматтеи (1858—1859);
- Кьяриссимо Фальконьери Меллини (1859);
- Антонио Тости (1859—1860);
- Гаспаре Бернардо Пьянетти (1861—1862);
- Фабио Мария Асквини (1862—1863);
- Никкола Парраччани Кларелли (1863—1864);
- Доменико Карафа делла Спина ди Траэтто (1864—1865);
- Систо Риарио Сфорца (1865—1866);
- Камилло ди Пьетро (1866—1867);
- Карл Август фон Райзах (1867—1868);
- Алессандро Барнабо (1868—1869);
- Джузеппе Милези Пирони Ферретти (1869—1870);
- Пьетро де Сильвестри (1870—1871);
- Анджело Квалья (1871—1872);
- Антонио Мария Панебьянко, O.F.M.Conv. (1872—1873);
- Антонио Саверио Де Лука (1873—1874);
- Джузеппе Андреа Бидзарри (1874—1875);
- Жан-Батист-Франсуа Питра, O.S.B. (1875—1876);
- Люсьен-Луи-Жозеф-Наполеон Бонапарт (1876—1877);
- Инноченцо Феррьери (1877—1879);
- Эдоардо Борромео (1879—1880);
- Раффаэле Монако Ла Валлетта (1880—1881);
- Флавио III Киджи (1881—1882);
- Луиджи Орелья ди Санто Стефано (1882—1883);
- Томмазо Мария Мартинелли, O.E.S.A. (1883—1884);
- Мечислав Халька Ледуховский (1884—1885);
- Джованни Симеони (1885—1886);
- Доменико Бартолини (1886—1887);
- Луиджи Серафини (1887—1888);
- Лючидо Мария Парокки (1888—1889);
- Карло Лауренци (1889);
- Пауль Лудольф Мельхерс (1889—1891);
- Серафино Ваннутелли (1891—1892);
- Гаэтано Алоизи Мазелла (1892—1893);
- Мариано Рамполла дель Тиндаро  (1893—1894);
- Фулько Луиджи Руффо-Шилла (1894—1895);
- Анджело Ди Пьетро (1895—1896);
- Джироламо Мария Готти, O.C.D., (1896—1897);
- Доменико Мария Якобини (1897—1898);
- Антонио Альярди (1898—1899);
- Доменико Феррата (1899—1900).

### С1900 годапо1997 год
- Серафино Кретони — (1900—1901);
- Джованни Баттиста Казали дель Драго — (1901—1902);
- Франческо ди Паола Кассетта — (1902—1903);
- Алессандро Санминьятелли Дзабарелла — (1903—1905);
- Франсуа-Дезире Матьё — (1905—1906);
- Пьетро Респиги — (1906—1907);
- Себастьяно Мартинелли, O.E.S.A. — (1907—1909);
- Казимиро Дженнари — (1909—1911);
- Рафаэль Мерри дель Валь-и-Сулуэта — (1911—1912);
- Аристиде Ринальди — (1912—1914);
- Пьетро Гаспарри — (1914—1915);
- Антонио Вико — (1915—1916);
- Дженнаро Гранито Пиньятелли ди Бельмонте — (1916—1919);
- Базилио Помпили — (1919—1920);
- Джулио Боски — (1920);
- Рафаэль Мерри дель Валь-и-Сулуэта — (1920—1922);
- Виллем Маринус ван Россум, C.SS.R. — (1922—1923);
- Андреас Фрювирт, O.P. — (1923—1924);
- Раффаэле Скапинелли ди Легуиньо — (1924—1925);
- Витторио Амедео Рануцци де Бьянки — (1925—1926);
- Донато Раффаэле Сбарретти — (1926—1927);
- Томмазо Пио Боджани, O.P. — (1927—1928);
- Франческо Рагонези — (1928—1929);
- Акилле Локателли — (1929—1930);
- Луиджи Синчеро — (1930—1931);
- Бонавентура Черретти — (1933);
- Акилле Локателли — (1933—1935);
- Луиджи Капотости — (1935—1936);
- Лоренцо Лаури — (1936—1937);
- Эудженио Пачелли — (1937—1939);[4]
- Раффаэле Карло Росси, O.C.D. — (1939—1941);
- Пьетро Фумасони Бьонди — (1941—1946);
- Федерико Тедескини — (1946—1947);
- Франческо Мармаджи — (1947—1948);
- Доменико Йорио — (1948—1949);
- Массимо Массими — (1949—1950);
- Никола Канали — (1950—1951);
- Джованни Меркати — (1951—1953);
- Джузеппе Бруно — (1953—1954);
- Альфредо Оттавиани — (1954—1958);
- Эжен Тиссеран — (1958—1960);
- Клементе Микара — (1960—1961);
- Джузеппе Пиццардо — (1961—1962);
- Бенедетто Алоизи Мазелла — (1962—1964);
- Амлето Джованни Чиконьяни — (1964—1967);
- Джузеппе Антонио Ферретто — (1967—1969);
- Григорий-Пётр Агаджанян — (1969—1970);
- Альфредо Оттавиани — (1970—1973);
- Аркадио Мария Ларраона Саралеги, C.M.F. — (1973);
- Ильдебрандо Антониутти — (1974);
- Франьо Шепер — (1974—1976);
- Агнелу Росси — (1976—1977);
- Габриэль-Мари Гаррон — (1977—1979);
- Эджидио Ваньоцци — (1979—1980);
- 1980—1982 — вакансия;
- Максимильен де Фюрстенберг — (1982—1984);
- Сильвио Одди — (1984—1987);
- Джузеппе Паупини — (1987—1988);
- Йоханнес Виллебрандс — (1988—1997);[5]